# بيث أ. سيمونز
بيث أ. سيمونز (بالإنجليزية: Beth A. Simmons)‏ هي عالمة سياسة أمريكية، ولدت في 1958 في كاليفورنيا في الولايات المتحدة.